# The Words
The Words (conocida en España  como El ladrón de palabras, en Hispanoamérica como Palabras robadas y en México y Perú como El gran secreto) es una película de drama romántico escrita y dirigida por Brian Klugman y Lee Sternthal, en su debut como director. Está protagonizada por Bradley Cooper, Zoe Saldaña, Olivia Wilde, Jeremy Irons,  Ben Barnes y Dennis Quaid.

## Argumento
Clayton Hammond (Dennis Quaid), un famoso escritor, hace la presentación pública de su nuevo libro, The Words, cuyo protagonista "Rory Jansen" (Bradley Cooper), es un joven aspirante a escritor que vive en Nueva York con su novia, "Dora" (Zoe Saldaña), y espera publicar su primera novela mientras trabaja en una agencia literaria como repartidor del correo. 
Ante la negativa de las editoriales de publicar su primera novela, Rory desiste de volver a escribir. Pero un día,de paseo en las calles de París , entran en una tienda de antigüedades y deciden comprar un maletín que captó poderosamente la atención de Rory. Tiempo después, él descubre que uno de los bolsillos ocultos del maletín contiene el manuscrito de una novela anónima. Rory la transcribe a su computadora sin cambiar ni una palabra del autor original. Tras pensarlo mucho, y ante la motivación de su mujer -quien no sabe que la novela no es de Rory-, él la publica con un éxito sin precedentes. Es entonces cuando un anciano (Jeremy Irons) tiene un encuentro con Rory y le hace saber que él es el autor del escrito -al que vio ya publicado por Rory en el escaparate de una librería-, contándole la historia de su propia juventud y cómo la relató en su novela perdida largo tiempo atrás.

## Reparto
- Bradley Cooper como Rory Jansen.[1][2]
- Zoe Saldaña como Dora Jansen.[2]
- Olivia Wilde como Daniella.[3][2][4]
- Jeremy Irons como El Hombre Anciano.[1]
- Ben Barnes como El Hombre Joven.[4]
- Dennis Quaid como Clay Hammond.[2]
- J.K. Simmons como el padre de Rory.[4]
- John Hannah como Richard Ford.[4]
- Nora Arnezeder como Celia.
- Željko Ivanek como Cutler.

## Producción

### Filmación
The Words se comenzó a filmar en Montreal, Canadá el 7 de junio de 2011. Se usó la ciudad de Montreal porque podía pasar por París y Nueva York